# Фридман, Ирвинг
Ирвинг Фридман (англ. Irving Friedman) — американский геолог, один из разработчиков метода датировки на основании гидратации стекла. Обучался в начале в Университете штата Вашингтон, затем — в Чикагском университете.

## Награды и достижения
- 2005 год: лауреат англ. Martin A. Baumhoff Special Achievement Award Калифорнийского археологического общества[1].